# Segunda
Se denomina segunda al intervalo de dos grados entre dos notas de la escala musical.
Existen diferentes tipos de segundas:
- Segunda disminuida: es una enarmonía.

- Segunda menor: tiene un semitono de distancia entre las dos notas.

- Segunda mayor: tiene un tono de distancia entre las dos notas.
  - Las segundas mayores tienen la misma longitud tonal que las terceras disminuidas.

- Segunda aumentada: tiene un tono y un semitono de distancia entre las dos notas.
  - Las segundas aumentadas tienen la misma longitud tonal que las terceras menores.

Si un intervalo de segunda es invertido se convierte en una séptima.
- Datos: Q636099
- Multimedia: Seconds / Q636099